# هوسوکاوا ماساموتو
هوسوکاوا ماساموتو (انگلیسی: Hosokawa Masamoto; ۱ ژانویهٔ ۱۴۶۶ – ۱ ژوئیهٔ ۱۵۰۷) سامورایی اهل ژاپن بود.